# Östra Klagstorps socken
Östra Klagstorps socken i Skåne ingick i Vemmenhögs härad, uppgick 1967 i Trelleborgs stad och området ingår sedan 1971 i Trelleborgs kommun och motsvarar från 2016 Östra Klagstorps distrikt.
Socknens areal är 15,33 kvadratkilometer varav 15,31 land. År 2000 fanns här 746 invånare. Orten Vallby samt tätorten Klagstorp med sockenkyrkan Östra Klagstorps kyrka ligger i socknen. 

## Administrativ historik
Socknen har medeltida ursprung. Före den 1 januari 1886 (ändring enligt beslut den 17 april 1885) var namnet Klagstorps socken.
Vid kommunreformen 1862 övergick socknens ansvar för de kyrkliga frågorna till Klagstorps församling och för de borgerliga frågorna bildades Klagstorps landskommun. Landskommunen uppgick 1952 i Klagstorps landskommun som uppgick 1967 i Trelleborgs stad som ombildades 1971 till Trelleborgs kommun. Församlingen uppgick 2002 i Källstorps församling.
1 januari 2016 inrättades distriktet Östra Klagstorp, med samma omfattning som församlingen hade 1999/2000.  
Socknen har tillhört län, fögderier, tingslag och domsagor enligt vad som beskrivs i artikeln Vemmenhögs härad. De indelta soldaterna tillhörde Södra skånska infanteriregementet, Vemmenhögs kompani och Skånska dragonregementet, Vemmenhögs skvadron, Borrby kompani.

## Geografi
Östra Klagstorps socken ligger öster om Trelleborg. Socknen är en odlad slättbygd på Söderslätt.

## Fornlämningar
Från stenåldern finns en boplats. Från bronsåldern är tre gravhögar funna. 

## Namnet
Namnet skrevs 1398 Claustorp och kommer från kyrkbyn. Efterleden innehåller torp, 'nybygge'. Förleden innehåller mansnamnet Klak.